# Jean-Pierre Cotelle de La Blandinière
Jean-Pierre Cotelle de La Blandinière, continuateur des Conférences d'Angers, né à Laval en 1709, mort en 1795, est un ecclésiastique et théologien français.

## Biographie
Étant entré dans l'état ecclésiastique, il est successivement directeur au séminaire d'Angers, curé de Soulaines près la même ville, prieur de Ballée dans le Maine, et, en dernier lieu, doyen de la collégiale de Saint-Cloud et grand vicaire et archidiacre de Blois. Il est aussi, en titre, le second supérieur des prêtres du Mont-Valérien. 
Son premier écrit paraît être une Lettre sur l'assemblée du clergé de 1755, dans laquelle il se déclare avec beaucoup de vivacité contre les opérations du parlement. Le 3 mars 1756, une sentence de la sénéchaussée est lancée contre cette brochure ; le curé de Soulaines donne des explications. 
Second supérieur des prêtres du Mont Valérien, il est chargé par l'assemblée du clergé, avec une pension de cent pistoles, de continuer les Conférences d'Angers, commencées par l'abbé François Babin, et continuées par Vautier et Audebois de la Chalinière, dont il publie dix nouveaux volumes. Celui-ci est mort en 1759 ; et c'est sans doute à cette époque que l'abbé de Lablandinière se charge de la continuation, dont il s'occupe le reste de sa vie. 
On lui reproche de s'y être montré trop favorable aux casuistes relâchés, et trop partisan de la domination épiscopale. Gabriel-Nicolas Maultrot, partisan du système antiépiscopal, publie contre l'abbé de La Blandinière, entre autres, sa Défense du second ordre, 1787, 5 vol. in-12, et la Défense des droits des prêtres dans le synode, 1789. On accuse de La Blandinière d'avoir soutenu une morale relâchée, soit dans le Traité des Actes humains, soit dans les autres volumes des Conférences qui sont de lui. L'auteur des Nouvelles ecclésiastiques l'attaque vainement sur ce point dans ses feuilles de 1785. 
L'assemblée du clergé de 1780 parle avec éloge des travaux de l'auteur, et lui accorde une pension de cent pistoles. 
On trouve dans les Nouvelles ecclésiastiques du 5 avril 1788 une lettre de lui, où il s'explique sur le reproche de pluralité des bénéfices. En 1789, il répond, dans un volume des Conférences sur la hiérarchie, aux principaux arguments de Maultrot. Avec de tels principes, il s'oppose à la constitution civile du clergé. Privé de son revenu, il est accueilli par des personnes pieuses, et trouve un asile dans une maison appartenant à une religieuse. C'est là qu'il meurt, au commencement de 1795, à l'âge de 86 ans.

## Publications
- Conférences ecclésiastiques du diocèse d'Angers sur les cas réservés... (rédigées par J.-P. Cotelle de La Blandinière.) rédigées de 1746 à 1785 ;
- Discours prononcé à l'Académie d'Angers, le... 24 janvier 1749, par M. de La Blandinière,... lorsqu'il fut reçu à la place de M. l'abbé Le Gouvello. Angers, imp. de P.-L. Dubé, 1749, in-4 ̊, 30 p.

## Sources partielles
- « Jean-Pierre Cotelle de La Blandinière », dans Louis-Gabriel Michaud, Biographie universelle ancienne et moderne : histoire par ordre alphabétique de la vie publique et privée de tous les hommes avec la collaboration de plus de 300 savants et littérateurs français ou étrangers, 2e édition, 1843-1865 [détail de l’édition]
- « Jean-Pierre Cotelle de La Blandinière », dans Alphonse-Victor Angot et Ferdinand Gaugain, Dictionnaire historique, topographique et biographique de la Mayenne, Laval, A. Goupil, 1900-1910 [détail des éditions] (BNF 34106789, présentation en ligne)